# Елоді Фонтан
Елоді Фонтан (англ. Élodie Fontan; нар. 9 липня 1987, Бонді, Франція) — французька акторка, відома своїми ролями у фільмах Божевільне весілля, Superнянь 2, Super Алібі. 

## Біографія

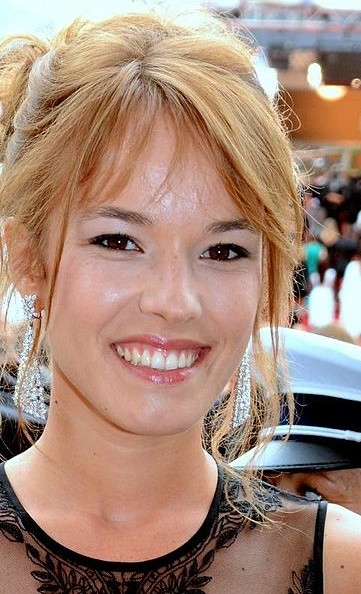
Фонтан на Каннському кінофестивалі, 2014

Народилась 1987 року в Бонді, Франція. З юного віку почала зніматись у рекламах для автовиробника Nissan, мережі ресторанів Quick та європейського відділення Disney. Популярність здобула 2009 року, знявшись у серіалі «Клем» телеканалу TF1. 2014 року приєдналась до акторського складу фільму «Божевільне весілля», де головну роль зіграв Крістіан Клав'є.
Вона є учасником La Bande à Fifi, акторської трупи, яка знімає комедійні фільми, куди також входять Філіпп Лашо, Тарек Будалі, Рем Керісі та Жульєн Аррутті.
2018 року приєдналась до Les Enfoirés, об'єднання артистів та громадських діячів, які проводять концерти на користь благодійної організації Restos du Cœur.
З 2016 року у відносинах з Філіппом Лашо.

## Вибрана фільмографія
| Рік  |   | Українська назва        | Оригінальна назва                          | Роль          |
| ---- | - | ----------------------- | ------------------------------------------ | ------------- |
| 1996 | ф | Небезпечна професія     | Le Plus Beau Métier du monde               | Фанні         |
| 2014 | ф | Божевільне весілля      | Qu'est-ce qu'on a fait au Bon Dieu?        | Лор Верней    |
| 2015 | ф | Superнянь 2             | Babysitting 2                              | Жулі          |
| 2017 | ф | Super Алібі             | Alibi.com                                  | Фло Мартен    |
| 2018 | ф | Моє ідеальне розлучення | Mon brillantissime divorce                 |               |
| 2019 | ф | Плейбой під прикриттям  | Nicky Larson et le Parfum de Cupidon       | Лаура Марконі |
| 2021 | ф | За що нам це?           | Qu'est-ce qu'on a encore fait au Bon Dieu? |               |
| 2023 | ф | СуперАлібі 2            | Alibi.com 2                                | Фло Мартен    |